# Alpes esquistosos tiroleses
Los Alpes esquistosos tiroleses (en alemán Tiroler Schieferalpen) son una sección del gran sector Alpes del noreste, según la clasificación SOIUSA. Su pico más alto es el Lizumer Reckner, con 2.884 m s. n. m.
Se encuentran en Austria (Tirol).